# Corrado Mochis

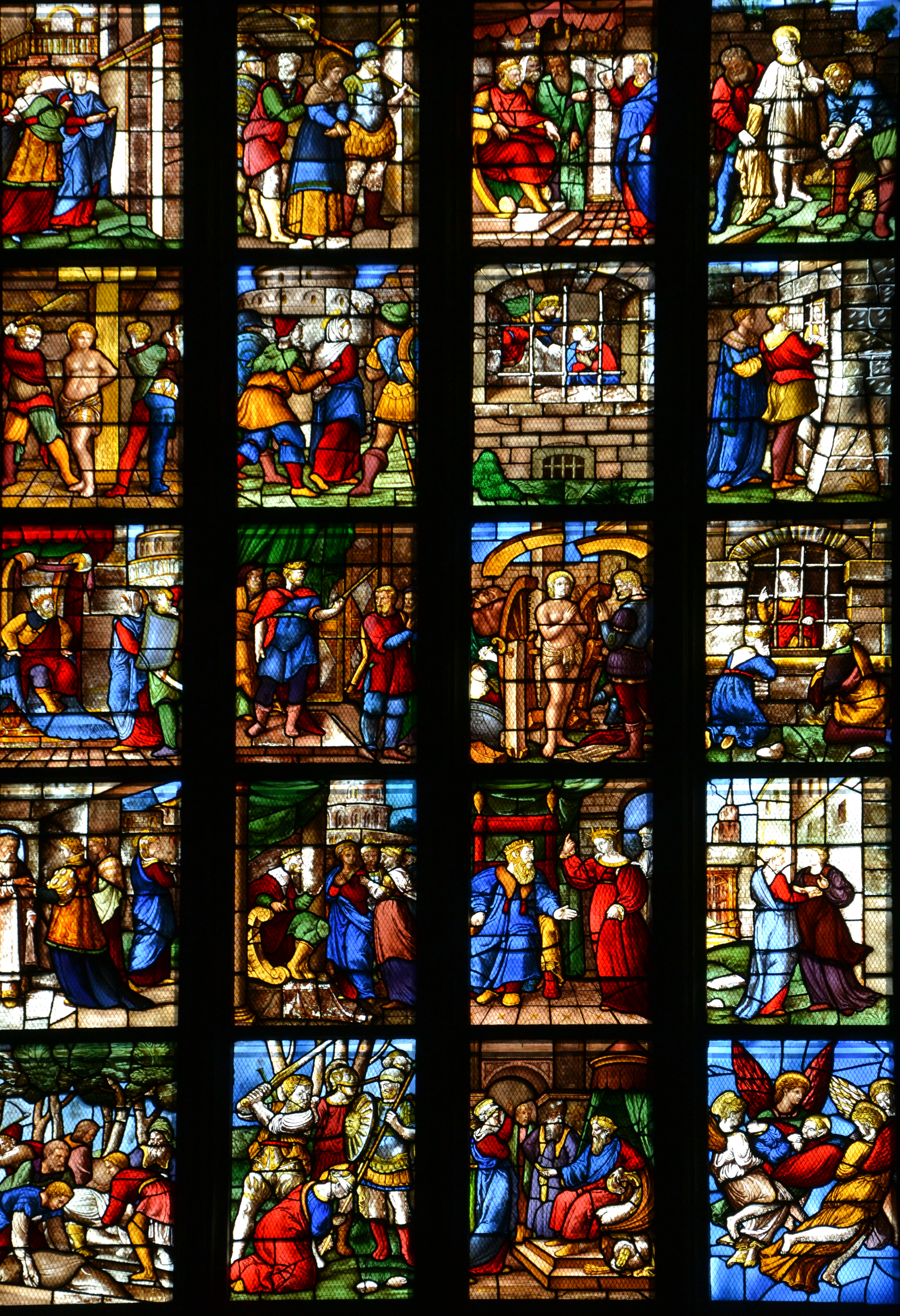
Dôme de Milan, vitrail de Sainte Catherine, bras sud du transept.

Corrado Mochis, également connu sous le nom de Corrado de'Mochis, est un maître verrier allemand, né en 1525 et mort en 1569 à Milan.

## Biographie
Originaire de Cologne, Corrado Mochis est l'un des maîtres verriers majeurs de la cathédrale de Milan. Il est l'auteur de la plupart des vitraux de la cathédrale dans le style maniériste, et dont beaucoup sont encore conservés. Pour certains d'entre eux, il a transposé sur verre des cartons d'autres artistes, pour d'autres, il a été l'auteur de tout le processus depuis la conception.
Corrado Mochis est apprenti à Cologne dans l'atelier de son père Johanne Mussche, également maître verrier à Heumarkt, un faubourg de Cologne. Il arrive à Milan en 1544, où il est engagé par la Fabbrica del Duomo, pour laquelle il travaille jusqu'à sa mort dans l'incendie du chantier de la cathédrale en 1569.

## Œuvres
- Cycle de la Passion, exécuté pour les vitraux d'abside ; les vitraux subsistants ont été transférés dans les bas-côtés au XIXe siècle (1544-1549).
- Sainte Catherine d'Alexandrie, conçu par Biagio Arcimboldi  et Giuseppe Arcimboldo, 1549-1556
- Saint Jacques Majeur, 1562-1565
- Sainte Catherine de Sienne, 1562-1567
- Gloires de la Vierge, 1565-1567
- Les Apôtres, réalisé sur des cartons du peintre Carlo Urbino de Crema, 1567
- Quatre Saints couronnés, réalisé sur un dessin de Pellegrino Tibaldi, 1567-1569
- Tour de Babel[2], 1549-1557, Lieu: Milan Duomo Museum.